# Erifila
Erifila ou Erifile (em grego: Ἐριφύλη, transl. Eriphylē), na mitologia grega, foi a irmã de Adrasto, rei de Argos, casada com Anfiarau, um famoso adivinho da corte. O colar de Harmonia, que lhe foi ofertado por Polinices, pretendente ao trono de Tebas, a fez convencer seu marido a participar da guerra contra Tebas, mesmo sabendo que ele nela morreria.

## Família
Erifila era filha de Talau e Lisímaca; seus pais tiveram cinco filhos, Adrasto, Partenopeu, Pronax, Mecisteu, Aristômaco e Erifila, que se casou com Anfiarau. Talau era filho de Bias e Pero, e Lisímaca era filha de Abas, filho de Melampo.
Bias e Melampo eram irmãos, filhos de Amythaon e Idómene, e eles haviam recebido, cada um, um terço do reino de Preto, após haverem curado suas filhas da loucura.
Anfiarau era filho de Oicles, filho de Antiphates, filho do adivinho Melampo.
Erifila e o adivinho Anfiarau foram os pais de Alcmeão.

## O suborno
Quando Polinices foi expulso de Tebas por seu irmão Etéocles, levou o colar e a roupa de Harmonia para Argos. Polinices estava em Argos procurando guerreiros para lutar contra seu irmão Etéocles e tomar Tebas, mas Anfiarau, que havia previsto a própria morte na campanha, não queria ir.
Polinices, por sugestão de Iphis, filho de Alector, usou o colar para subornar Erifila, esposa de Anfiarau, e conseguir que ela convencesse o marido a participar da expedição contra Tebas (os Sete contra Tebas). Anfiarau estava em disputa com Adrasto tanto para saber quem seria o rei de Argos quanto sobre se iriam à guerra com Tebas, e levaram a decisão a ser tomada por Erifila, que deu toda a razão a Adrasto. Anfiarau, sentindo-se traído pela esposa, deu ordens a seu filho Alcmeão para matar Erifila se ele não voltasse da guerra. Segundo Pausânias, a partir de então o colar passou a se chamar colar de Erifila.
Durante a guerra (Sete contra Tebas), Anfiarau morreu quando a Terra se abriu, engolindo o carro em que ele estava,

## Segundo suborno
Quando estava sendo organizada a expedição dos Epigoni, Alcmeão consultou o oráculo de Apolo sobre a campanha e sobre a punição à sua mãe,  e o oráculo disse que ele devia fazer as duas coisas. Alcmeão também ficou sabendo que Erifila havia recebido uma roupa de Tersandro, filho de Polinices, para que ela o convencesse a participar da expedição dos Epigoni.

## Morte
Depois da segunda expedição contra Tebas (os Epígonos), Alcmeão, filho de Anfiarau, descobriu que sua mãe havia sido subornada, de novo, para que ele fosse à guerra, e matou Erífila.  Alcmeão enlouqueceu em seguida, por causa da consciência culpada.